# Muayad Rahyam Aliyan
Muayad Rahyam Aliyan, riportato anche come Muayad Al-Haddad (3 marzo 1960), è un ex calciatore kuwaitiano, di ruolo attaccante.

## Carriera

### Nazionale
Con la nazionale kuwaitiana ha vinto la Coppa d'Asia 1980 ed ha partecipato ai Mondiali del 1982, oltre che ai Giochi Olimpici del 1980 ed alla Coppa d'Asia 1984.